# Афганська дівчина

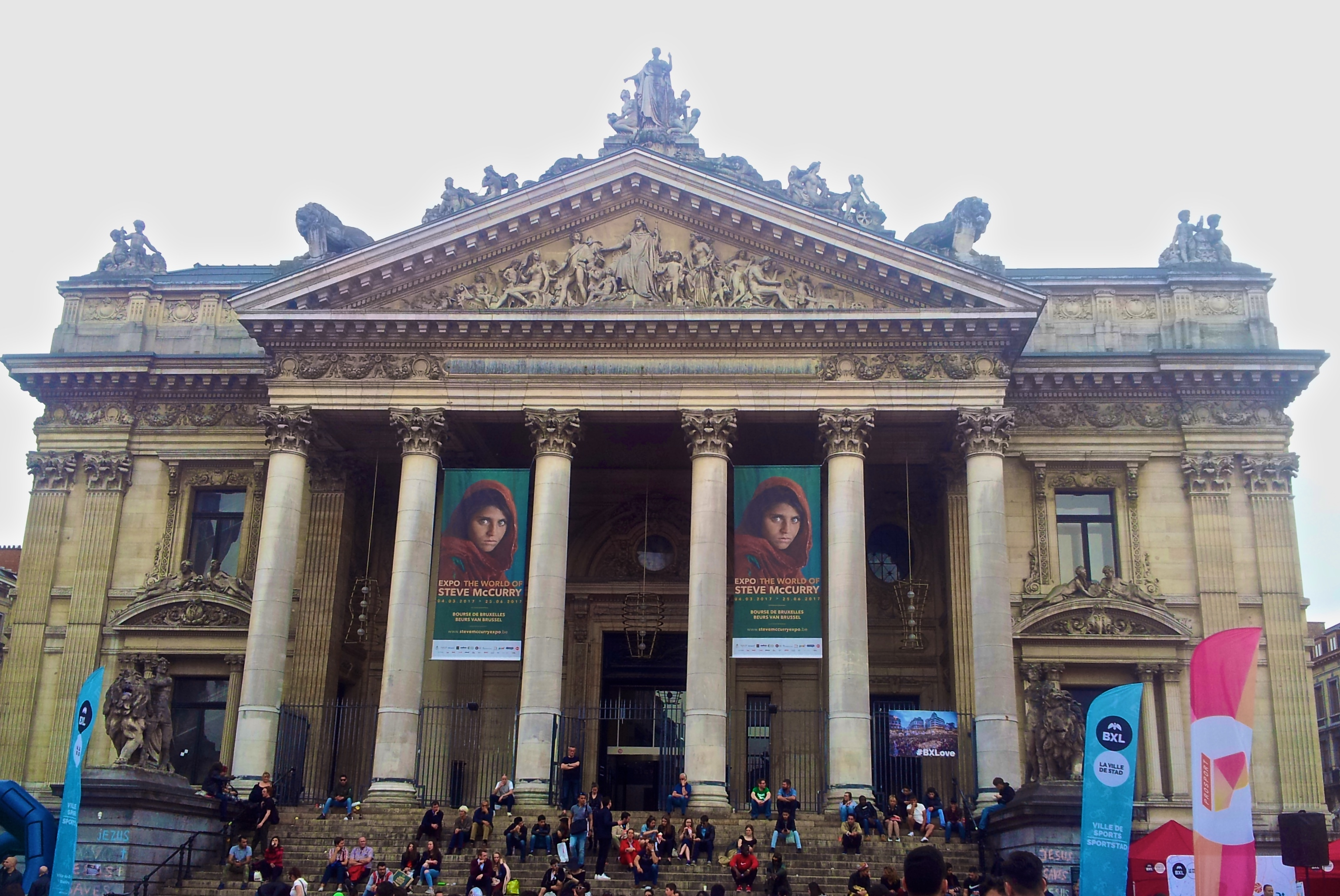
Експозиція «Світ Стіва МакКаррі» у Палаці бірж/Beurspaleis у Брюсселі в травні 2017 року

«Афганська дівчина» (англ. Afghan Girl) — фотопортрет Шарбат Гули (пушту شربت ګله) (нар. 20 березня 1972), також відомої як Шарбат Бібі, зроблений фотожурналістом Стівом МакКаррі. Світлину розмістили на обкладинці журналу National Geographic у червні 1985 року. На ній дівчина-підліток із зеленими очима та в червоній хустці пильно дивиться в камеру. Особа дівчини на фото спочатку була невідома, проте на початку 2002 року її ідентифікували як Шарбат Гулу. Вона була пуштунською дитиною, яка жила в таборі біженців Насір Баг у Пакистані під час радянської окупації Афганістану. На той момент їй було 12 років.
Фотографію називали «Афганською Моною Лізою» з посиланням на однойменну картину Леонардо да Вінчі. Образ став «емблематичним» для «дівчинки або жінки — біженки, яка знаходиться в якомусь далекому таборі», і заслуговує співчуття західного глядача. Окрім того, він є символом Афганістану для Заходу.

## Фото для журналуNational Geographic
Шарбат Гула була однією з учениць неформальної школи в таборі біженців Насір Баг 1984 року. Її зазнимкував Стів МакКаррі, фотограф Національного географічного товариства, на кольорову слайд-плівку Kodachrome 64 камерою Nikon FM2 та об'єктивом Nikkor 105mm Ai-S F2.5. Ретушування фотографії перед друком виконали в Graphic Art Service, що знаходиться в Маріетті, штат Джорджія. МакКаррі не записав ім'я дівчинки, яку він сфотографував.
Світлину під назвою «Афганська дівчина» розмістили на обкладинці National Geographic у червні 1985 року. Зображення її обличчя з червоною хусткою, вільно накинутою на голову, та глибоким поглядом у камеру назвали «найвідомішою фотографією» в історії журналу, а обкладинку — однією з найвідоміших у National Geographic. Журнал American Photo стверджував, що зображення має «незвичайне поєднання чіткості та гламуру». Зелені очі Гули були предметом багатьох коментарів.
МакКаррі зробив кілька невдалих спроб знайти дівчину протягом 1990-х років. У січні 2002 року команда National Geographic вирушила в Афганістан, аби знайти її. Дізнавшись, що табір біженців Насір Баг незабаром закриють, МакКаррі поспілкувався з його мешканцями, і один із них знав брата Гули і зміг надіслати повідомлення до її рідного міста. Однак декілька жінок помилково називали себе знаменитою афганською дівчинкою. Крім того, кілька молодих чоловіків помилково впізнавали на фото свою дружину.
Команда знайшла Гулу, якій тоді було близько 30 років, у віддаленому регіоні Афганістану; вона повернулася до рідної країни з табору біженців 1992 року. Її особу підтвердив Джон Даугман за допомогою розпізнавання райдужної оболонки ока. Вона згадала, як її фотографували, і це була єдина фотографія в її житті — допоки продюсер National Geographic не зробив фотографії, що привели до зустрічі з МакКаррі. Вона ніколи не бачила «Афганську дівчинку», допоки їй не показали фотографію 2002 року.

## Шарбат Гула
Пуштуни етнічно є селянами, і сім'я Гули бігла зі свого села в східній провінції Нангархар, коли СРСР почав бомбити Афганістан — тоді Гулі було близько шести років. Разом зі своїм батьком, братом і трьома сестрами вона перейшла через гори у Пакистан до табору біженців Насір Баг 1984 року, де її і сфотографували.
Гула — побожна мусульманка, зазвичай носить паранджу і спочатку противилася зустрічі з МакКаррі, оскільки він був чоловіком з-поза меж її родини. Проте, після того як команда National Geographic знайшла Гулу, журнал покрив їй витрати на лікування родини та паломництво до Мекки.
26 жовтня 2016 року Федеральне агентство розслідувань Пакистану заарештувало Гулу за проживання в Пакистані з підробленими документами. Її засудили до п'ятнадцяти діб ув'язнення та депортували в Афганістан. Після того як Талібан захопив Афганістан 2021 року, таліби погрожували та залякували високопоставлених жінок. Світлина «Афганська дівчина» зробила Шарбат Гулу всесвітньо відомою, тому її популярність поставила її під загрозу. На прохання Гули уряд Італії евакуював її до Італії наприкінці листопада 2021 року.

## Спадщина
Інтерес до фотографії зріс після терактів 11 вересня, коли адміністрація Джорджа Буша почала пропагувати права афганських жінок під час військової кампанії США в Афганістані.
Фотографії Гули з історією її життя опублікували в квітневому випуску National Geographic за 2002 рік, а окрім того, вона була предметом телевізійного документального фільму «Пошуки афганської дівчинки» (англ. Search for the Afghan Girl), який вийшов в ефір у березні 2002 року. На знак її визнання National Geographic заснував Фонд афганських дівчат (англ. Afghan Girls Fund) — благодійну організацію з метою навчання афганських дівчат і молодих жінок. 2008 року сферу діяльності фонду розширили, аби охопити і хлопчиків, а назву змінили на Афганський дитячий фонд (англ. Afghan Children's Fund).

## Критика
2019 року в індійському журналі The Wire опублікували статтю, в якій описується інтерв'ю з Гулою 2002 року та говориться, що вона була розлючена фотографією, яку зробили та опублікували без її згоди. Автор The Wire припустив, що причина в тому, що «дівчині традиційної пуштунської культури не бажано розкривати своє обличчя, ділитися простором, встановлювати зоровий контакт і фотографуватися чоловіком, який не належить до її родини».